# 苏联外交
1918年，布尔什维克通过革命推翻了沙皇俄国，但是旧政权参与对德作战使得国家陷入巨大的困境中，苏俄最终与德国签订布列斯特-立陶夫斯克條約从而退出了一战。1922年，在列宁的领导下，苏维埃社会主义共和国联盟正式成立。由于苏联在成立之初否认沙俄时代与各国的债务，其并未获得其他主要国家的承认，并且苏联对外宣传的世界革命与彻底摧毁资本主义的目标也让西方资本主义国家对其抱有敌意。后来，苏联渐渐淡化所谓的“世界革命”，并且积极同资本主义国家开展外交与贸易活动。1933年，美国正式承认苏联。
1924年，列宁去世后，斯大林通过一系列权力斗争掌握了苏联大权。面对英法对纳粹德国的绥靖政策，斯大林也开始调整苏联的外交政策。1939年8月，苏联与纳粹德国签署了《苏德互不侵犯条约》，以争取时间及空间应对德国在日后可能的军事行动。同时根据这一条约，苏联在德国入侵波兰后，夺回了沙俄时期曾经控制的区域。1941年6月22日，德国撕毁苏德互不侵犯条约，发动巴巴罗萨行动，全面入侵苏联。由于斯大林并不相信德国会在西欧战事结束后紧接着进攻苏联，导致苏联在战争初期因准备不足遭遇惨败，德军甚至一度进攻到莫斯科郊外。但依靠一系列关键战役的胜利以及英美在此期间给予的援助，苏联最终联合其他同盟国击败了纳粹德国，取得了第二次世界大战的胜利。
1945年，苏联成为联合国安理会五大常任理事国之一。